# Seu Direito
"Seu Direito" é uma canção do cantor e compositor brasileiro Davi Sabbag, lançada como segundo single de seu primeiro extended play (EP) Quando (2018). A canção foi lançada no dia 12 de outubro de 2018 de maneira independente e distribuída pela Milk Digital. Um remix produzido pelo produtor Weber chamado "Weber Remix" foi lançado no dia 1º de março de 2019. Escrita e co-produzida por Sabbag, a canção também com com a ajuda de Nelson D na produção.
"Seu Direito" é uma canção midtempo pop e reggaeton e fala sobre um desamor vivido pelo protagonista que dá a volta por cima e zomba da pessoa que ainda o procura. O videoclipe da canção foi inspirado no longa canadense Amores Imaginários e dirigido por Rodrigo de Carvalho. Lançado no mesmo dia da canção, 12 de outubro de 2018, o videoclipe conta com mais de 1 milhão de visualizações na plataforma de vídeos YouTube, enquanto a canção já soma mais de 1,7 milhão de streamings na plataforma de músicas Spotify, somando mais de 3 milhões de streamings combinados nas duas plataformas (também levando em consideração o seu remix).

## Desenvolvimento
No final de 2017, após anúncio do término da Banda Uó, Sabbag então iniciou a produção do que se tornaria posteriormente um extended play (EP). Referente à sonoridade, Sabbag se distanciaria totalmente do som produzido pela banda e sua veia cômica, afirmando numa entrevista ao Portal PopLine: "[...] É um processo você descobrir sua sonoridade depois de tanto tempo fazendo uma coisa, buscando referências de vários lugares… Mas eu sempre tive essa veia [romântica]. Eu tenho playlists no Spotify e elas são todas meio R&B, meio românticas. Algumas eletrônicas… Sempre gostei de escutar bastante jazz, sempre fui de uma música mais “chill”. Tenho o lado mais eletrônico, que gosto muito, mais pesado, de rave, porque a gente tem vários lados, mas essa construção de achar a minha sonoridade é um processo interessante. Eu descobri que realmente queria fazer isso de uns dois anos pra cá, quando a gente já estava namorando essa ideia de dar uma pausa. Decidi que era isso que eu queria fazer, porque é o que pega mais em mim."
Durante o processo de gravação, Sabbag trabalhou com diversos produtores, dentre eles, Nelson D, produtor que já produziu canções de Gloria Groove e Linn da Quebrada, além de ter feito um remix para a Banda Uó. Davi contou também que o trabalho teria uma música inspirada no reggaeton e destacou o colombiano J Balvin como inspiração para tal canção. Após lançamento do primeiro single "Tenho Você" em 24 de julho de 2018, Sabbag anunciou "Seu Direito" como segundo single do EP para o dia 12 de outubro de 2018. No dia 1º de março de 2019, um remix da canção produzido pelo produtor Weber (que já produziu "Corpo Sensual" da Pabllo Vittar, entre outros) intitulado "Weber Remix" foi lançado.

## Composição
"Seu Direito" foi escrita e produzida por Sabbag, e conta ainda com a co-produção de Nelson D. O produtor Sérgio Santos, mais conhecido pelos seus trabalhos com a cantora IZA, foi responsável pela mixagem e masterização da faixa. A canção é um reggaeton midtempo que fala sobre um amor não correspondido, que depois é superado. Após superação, o outro busca o protagonista, que debocha da situação. Nas palavras do cantor, a canção "conta um caso de desamor que vivi. A música vem com um sentimento gostoso de sair por cima depois de sofrer por alguém." Guilherme Araújo do site Papel Pop definiu a canção como "um reggaeton super delicioso, feito especialmente pra gente se jogar!.".

## Videoclipe
O videoclipe da canção foi gravado no Teatro Cacilda Becker, em São Paulo, com direção de Rodrigo de Carvalho, e foi lançado no dia 12 de outubro de 2018. O videoclipe conta com uma estética toda em luz vermelha, com uma mistura de paletas de cores, texturas e luzes.[carece de fontes?] Uma das cenas do clipe foi inspirada no filme canadense Amores Imaginários (2010), onde dois amigos inseparáveis se apaixonam pelo mesmo cara e passam a disputar a atenção dele.

## Créditos
Créditos adaptados do Tidal.
- Davi Sabbag - vocal, composição, produção
- Nelson D - produção
- Sérgio Santos - mixer, mastericação
- Weber - produção (versão remix)